# 金华镇 (射洪市)
金华镇，是中国四川省遂宁市射洪县下属的一个镇。
金华镇位于涪江中西岸，面积99.7平方公里，总人口60462人，下辖37个行政村和6个居委会。西魏设立射洪县时，金华镇为射洪县县治所在。此后直到1950年，射洪县迁至太和镇之前，金华镇均为射洪中心。

## 行政区划
金华镇下辖以下地区：
凯旋社区、高梧社区、兴隆社区、花园社区、上方村、大山村、东山村、四垭村、碧堂村、百箩村、中坪村、凉水村、新桥村、黑水浩村、高桥村、石桥村、洞孔村、石盘村、木鱼山村、凤凰山村、牌坊村、罗盘村、洞明村、伯玉村、双蝉村、大溪村、陡溪村、沙咀村、新街村、富国村、现官村、文峰村、陡磨子村、麻柳井村、文武村、土地咀村、松树村、老松村、罗家山村和会灵村。